# Piłka siatkowa na Letnich Igrzyskach Olimpijskich 2008 – turniej plażowy kobiet
W turnieju wzięły udział 24 zespoły. Start w turnieju zapewniona miała jedna para chińska (jako gospodarz), pozostałe 23 pary zostały wyłonione na podstawie specjalnego rankingu FIVB. Turniej został rozegrany w dniach 9–22 sierpnia 2008 roku.

## Eliminacje

### Grupa A
Tian-Wang (CHN) – Kuhn-Schwer (SUI) : 2-0 (21-12, 21-18)
Maaseide-Glesnes (NOR) – Van Breedam-Mouha (BEL) : 2-0 (24-22, 21-18)
Tian-Wang (CHN) – Van Breedam-Mouha (BEL) : 2-1 (18-21, 21-19, 15-13)
Maaseide-Glesnes (NOR) – Kuhn-Schwer (SUI) : 2-0 (21-11, 21-17)
Van Breedam-Mouha (BEL) – Kuhn-Schwer (SUI) : 2-0 (21-18, 21-17)
Tian-Wang (CHN) – Maaseide-Glesnes (NOR)  : 2-1 (17-21, 21-14, 15-8)
| Lp. | Zespół            | Kraj       | Pts | Zw. | Prz. | Sety | Punkty  |
| --- | ----------------- | ---------- | --- | --- | ---- | ---- | ------- |
| 1   | Tian-Wang         | Chiny      | 6   | 3   | 0    | 6:2  | 149:126 |
| 2   | Maaseide-Glesnes  | Norwegia   | 5   | 2   | 1    | 4:2  | 130:121 |
| 3   | Van Breedam-Mouha | Belgia     | 4   | 1   | 2    | 3:4  | 135:134 |
| 4   | Kuhn-Schwer       | Szwajcaria | 3   | 0   | 3    | 0:6  | 93:126  |

z grupy do 1/8 finału awansowały dwa pierwsze zespoły

### Grupa B
Walsh-May-Treanor (USA) – Teru Saiki-Kusuhara (JPN) : 2-0 (21-12, 21-15)
Nila-Ingrid (NOR) – Fernandez Grasset-Larrea Peraza (CUB) : 0-2 (20-22, 19-21)
Walsh-May-Treanor (USA) – Fernandez Grasset-Larrea Peraza (CUB) : 2-0 (21-15, 21-16)
Nila-Ingrid (NOR) – Teru Saiki-Kusuhara (JPN) : 2-0 (21-8, 21-18)
Fernandez Grasset-Larrea Peraza (CUB) – Teru Saiki-Kusuhara (JPN) : 2-0 (21-18, 21-17)
Walsh-May-Treanor (USA) – Nila-Ingrid (NOR) : 2-0 (21-12, 21-15)
| Lp. | Zespół                          | Kraj              | Pts | Zw. | Prz. | Sety | Punkty  |
| --- | ------------------------------- | ----------------- | --- | --- | ---- | ---- | ------- |
| 1   | Walsh-May-Treanor               | Stany Zjednoczone | 6   | 3   | 0    | 6:0  | 149:126 |
| 2   | Fernandez Grasset-Larrea Peraza | Kuba              | 5   | 2   | 1    | 4:2  | 116:116 |
| 3   | Nila-Ingrid                     | Norwegia          | 4   | 1   | 2    | 2:4  | 108:111 |
| 4   | Teru Saiki-Kusuhara             | Japonia           | 3   | 0   | 3    | 0:6  | 88:126  |

z grupy do 1/8 finału awansowały dwa pierwsze zespoły

### Grupa C
Ana Paula-Larissa (BRA) – Saka-Rtvelo (GEO) : 2-1 (23-25, 21-17, 15-5)
Barnett-Cook (AUS) – Urjadowa-Szirajewa (RUS) : 2-1 (21-8, 19-21, 15-12)
Ana Paula-Larissa (BRA) – Urjadowa-Szirajewa (RUS) : 2-1 (19-21, 21-12, 15-13)
Barnett-Cook (AUS) – Saka-Rtvelo (GEO) : 2-0 (21-18, 21-12)
Urjadowa-Szirajewa (RUS) – Saka-Rtvelo (GEO) : 1-2 (21-10, 20-22, 12-15)
Ana Paula-Larissa (BRA) – Barnett-Cook (AUS) : 0-2 (21-23, 21-23)
| Lp. | Zespół             | Kraj      | Pts | Zw. | Prz. | Sety | Punkty  |
| --- | ------------------ | --------- | --- | --- | ---- | ---- | ------- |
| 1   | Barnett-Cook       | Australia | 6   | 3   | 0    | 6:1  | 143:113 |
| 2   | Ana Paula-Larissa  | Brazylia  | 5   | 2   | 1    | 4:4  | 156:139 |
| 3   | Saka-Rtvelo        | Gruzja    | 4   | 1   | 2    | 3:5  | 124:154 |
| 4   | Urjadowa-Szirajewa | Rosja     | 3   | 0   | 3    | 3:6  | 140:157 |

z grupy do 1/8 finału awansowały dwa pierwsze zespoły

### Grupa D
Xue-Zhang (CHN) – Augoustides-Nel (RSA) : 2-0 (21-13, 21-9)
Goller-Ludwig (GER) – Koutroumanidou-Tsiartsiani (GRE) : 2-0 (24-22, 21-12)
Xue-Zhang (CHN) – Koutroumanidou-Tsiartsiani (GRE) : 2-1 (21-18, 19-21, 15-12)
Goller-Ludwig (GER) – Augoustides-Nel (RSA) : 2-0 (21-12, 21-14)
Koutroumanidou-Tsiartsiani (GRE) – Augoustides-Nel (RSA) : 2-0 (21-12, 21-8)
Xue-Zhang (CHN) – Goller-Ludwig (GER) : 2-0 (21-14, 21-18)
| Lp. | Zespół                     | Kraj   | Pts | Zw. | Prz. | Sety | Punkty  |
| --- | -------------------------- | ------ | --- | --- | ---- | ---- | ------- |
| 1   | Xue-Zhang                  | Chiny  | 6   | 3   | 0    | 6:1  | 139:105 |
| 2   | Goller-Ludwig              | Niemcy | 5   | 2   | 1    | 4:2  | 119:102 |
| 3   | Koutroumanidou-Tsiartsiani | Grecja | 4   | 1   | 2    | 3:4  | 127:120 |
| 4   | Augoustides-Nel            | RPA    | 3   | 0   | 3    | 0:6  | 68:126  |

z grupy do 1/8 finału awansowały trzy pierwsze zespoły

### Grupa E
Branagh-Youngs (USA) – Kadijk R.-Mooren (NED) : 2-0 (21-19, 27-25)
Pohl-Rau (GER) – Esteves Ribalta-M. Crespo (CUB) : 2-0 (21-17, 21-19)
Branagh-Youngs (USA) – Esteves Ribalta-M. Crespo (CUB) : 2-1 (21-19, 13-21, 15-12)
Pohl-Rau (GER) – Kadijk R.-Mooren (NED) : 2-0 (21-19, 21-18)
Esteves Ribalta-M. Crespo (CUB) – Kadijk R.-Mooren (NED) : 2-0 (21-11, 21-15)
Branagh-Youngs (USA) – Pohl-Rau (GER) : 2-0 (21-17, 21-16)
| Lp. | Zespół                    | Kraj              | Pts | Zw. | Prz. | Sety | Punkty  |
| --- | ------------------------- | ----------------- | --- | --- | ---- | ---- | ------- |
| 1   | Branagh-Youngs            | Stany Zjednoczone | 6   | 3   | 0    | 6:1  | 139:129 |
| 2   | Pohl-Rau                  | Niemcy            | 5   | 2   | 1    | 4:2  | 117:115 |
| 3   | Esteves Ribalta-M. Crespo | Kuba              | 4   | 1   | 2    | 3:4  | 130:117 |
| 4   | Kadijk R.-Mooren          | Holandia          | 3   | 0   | 3    | 0:6  | 107:132 |

z grupy do 1/8 finału awansowały trzy pierwsze zespoły

### Grupa F
Talita-Renata (BRA) – Candelas-Garcia (MEX) : 2-1 (18-21, 21-16, 15-8)
Karantasiou-Arvaniti (GRE) – Schwaiger-Schwaiger (AUT) : 0-2 (18-21, 18-21)
Talita-Renata (BRA) – Schwaiger-Schwaiger (AUT) : 2-0 (21-18, 21-19)
Karantasiou-Arvaniti (GRE) – Candelas-Garcia (MEX) : 1-2 (17-21, 21-16, 12-15)
Schwaiger-Schwaiger (AUT) – Candelas-Garcia (MEX) : 2-0 (21-17, 21-10)
Talita-Renata (BRA) – Karantasiou-Arvaniti (GRE) : 2-0 (22-20, 21-19)
| Lp. | Zespół               | Kraj     | Pts | Zw. | Prz. | Sety | Punkty  |
| --- | -------------------- | -------- | --- | --- | ---- | ---- | ------- |
| 1   | Talita-Renata        | Brazylia | 6   | 3   | 0    | 6:1  | 139:129 |
| 2   | Schwaiger-Schwaiger  | Austria  | 5   | 2   | 1    | 4:2  | 121:105 |
| 3   | Candelas-Garcia      | Meksyk   | 4   | 1   | 2    | 3:5  | 124:146 |
| 4   | Karantasiou-Arvaniti | Grecja   | 3   | 0   | 3    | 1:6  | 125:137 |

z grupy do 1/8 finału awansowały dwa pierwsze zespoły

### „Szczęśliwy przegrany”
W tej fazie rozgrywek rywalizowały 4 zespoły, które zajęły 3 miejsca w swoich grupach z najgorszym dorobkiem punktowym (decydował stosunek punktów zdobytych do straconych).
Van Breedam-Mouha (BEL) – Saka-Rtvelo (GEO) : 2-0 (21-13, 21-19)
Nila-Ingrid (NOR) – Candelas-Garcia (MEX) : 2-1 (20-22, 21-12, 15-11)

## 1/8 finału
Od tej fazy rozgrywek przegrywający odpadał z dalszej rywalizacji.
Tian-Wang (CHN) – Nila-Ingrid (NOR) : 2-0 (21-13, 21-15)
Goller-Ludwig (GER) – : Schwaiger-Schwaiger (AUT) : 1-2 (21-23, 21-11, 16-18)
Branagh-Youngs (USA) – Fernandez Grasset-Larrea Peraza (CUB) : 2-0 (21-15, 21-13)
Esteves Ribalta-M. Crespo (CUB) – Xue-Zhang (CHN) : 0-2 (19-21, 13-21)
Barnett-Cook (AUS) – Koutroumanidou-Tsiartsiani (GRE) : 2-1 (22-20, 19-21, 15-12)
Maaseide-Glesnes (NOR) – Talita-Renata (BRA) : 1-2 (21-12, 19-21, 13-15)
Ana Paula-Larissa (BRA) – Pohl-Rau (GER) : 2-0 (21-18, 21-14)
Van Breedam-Mouha (BEL) – Walsh-May-Treanor (USA) : 0-2 (22-24, 10-21)

## 1/4 finału
Tian-Wang (CHN) – Schwaiger-Schwaiger (AUT) : 2-0 (21-12, 21-12)
Branagh-Youngs (USA) – Xue-Zhang (CHN) : 0-2 (17-21, 13-21)
Barnett-Cook (AUS) – Talita-Renata (BRA) : 0-2 (22-24, 14-21)
Ana Paula-Larissa (BRA) – Walsh-May-Treanor (USA) : 0-2 (22-24, 10-21)

## 1/2 finału
Tian-Wang (CHN) – Xue-Zhang (CHN) : 2-1 (22-24, 29-27, 15-8)
Talita-Renata (BRA) – Walsh-May-Treanor (USA) : 0-2 (12-21, 14-21)

## Mecz o 3. miejsce
Xue-Zhang (CHN) – Talita-Renata (BRA) : 2-0 (21-19, 21-17)

## Finał
Tian-Wang (CHN) – Walsh-May-Treanor (USA) : 0-2 (18-21, 18-21)

### Końcowa klasyfikacja
| miejsce | Zawodnicy                                | Państwo           |
| ------- | ---------------------------------------- | ----------------- |
| 1.      | Kerri Walsh Misty May-Treanor            | Stany Zjednoczone |
| 2.      | Tian Jia Wang Jie                        | Chiny             |
| 3.      | Xue Chen Zhang Xi                        | Chiny             |
| 4.      | Talita Antunes da Rocha Renata Ribeiro   | Brazylia          |
| 5.      | Tamsin Barnett Natalie Cook              | Australia         |
| 5.      | Stefanie Schwaiger Doris Schwaiger       | Austria           |
| 5.      | Ana Paula Connelly Larissa França        | Brazylia          |
| 5.      | Nicole Branagh Elaine Youngs             | Stany Zjednoczone |
| 9.      | Liesbeth Mouha Liesbet Van Breedam       | Belgia            |
| 9.      | Imara Estévez Milagros Crespo            | Kuba              |
| 9.      | Dalixia Fernández Tamara Larrea          | Kuba              |
| 9.      | Sara Goller Laura Ludwig                 | Niemcy            |
| 9.      | Stephanie Pohl Okka Rau                  | Niemcy            |
| 9.      | Thaleia Koutroumanidou Maria Tsiartsiani | Grecja            |
| 9.      | Nila Håkedal Ingrid Tørlen               | Norwegia          |
| 9.      | Kathrine Maaseide Susanne Glesnes        | Norwegia          |
| 17.     | Christine Saka Andrezza Martins          | Gruzja            |
| 17.     | Bibiana Candelas Mayra Aide García       | Meksyk            |
| 19.     | Vaso Karadasiou Viky Arvaniti            | Grecja            |
| 19.     | Mika Saiki Chiaki Kusuhara               | Japonia           |
| 19.     | Rebekka Kadijk Merel Mooren              | Holandia          |
| 19.     | Judith Augoustides Vitalina Nel          | RPA               |
| 19.     | Natalia Urjadowa Aleksandra Szirajewa    | Rosja             |
| 19.     | Simone Kuhn Lea Schwer                   | Szwajcaria        |